# Grotte des Chauves-souris
La grotte des Chauves-souris (arabe : كهوف الخفافيش) est un site naturel situé dans le gouvernorat de Nabeul, au nord-est de la Tunisie, et couvrant une superficie d'un hectare.
Ce site est classé réserve naturelle en 1993.